# Orsingen-Nenzingen
Orsingen-Nenzingen is een plaats in de Duitse deelstaat Baden-Württemberg, en maakt deel uit van het Landkreis Konstanz.
Orsingen-Nenzingen telt 3.515 inwoners.
Aach · Allensbach · Bodman-Ludwigshafen · Büsingen · Eigeltingen · Engen · Gaienhofen · Gailingen am Hochrhein · Gottmadingen · Hilzingen · Hohenfels · Konstanz · Moos · Mühlhausen-Ehingen · Mühlingen · Öhningen · Orsingen-Nenzingen · Radolfzell am Bodensee · Reichenau · Rielasingen-Worblingen · Singen · Steißlingen · Stockach · Tengen · Volkertshausen